# Múli
Múli (IPA: [ˈmʉulɪ], danska: Mule) är en by längst norrut på ön Borðoys östkust i Färöarna. Múli är en del av Hvannasunds kommun och är en av Färöarnas nordligaste byar. Orten grundlades som en niðursetubygd under 1860-talet, och håller på att bli helt avfolkad. Vid folkräkningen 2015 hade Múli inga invånare. och har ansetts vara helt avfolkad sedan 2002. Múli var den sista orten på Färöarna som fick elektricitet, vilket skedde så sent som 1970. Några år senare byggdes väg till Norðdepil, men sedan dess har ingenting gjorts i byn. Husen i orten används idag som semesterbostäder under sommarmånaderna för de tidigare invånarna och deras släktingar.
Múli har varit en by sedan 1200-talet. Den mest kända invånaren är Guttormur í Múla (1657-1739) som sägs ha haft magiska krafter, förutom att han var synsk.
På Frilandsmuseet i Köpenhamn finns två hus uppförda som ursprungligen har stått i Múli.
De fyra kvarvarande bostadshusen i Múli fick egna adresser 2007.

## Befolkningsutveckling
| Befolkningsutvecklingen i Múli 1985–2015 | Befolkningsutvecklingen i Múli 1985–2015 | Befolkningsutvecklingen i Múli 1985–2015 | Befolkningsutvecklingen i Múli 1985–2015 | Befolkningsutvecklingen i Múli 1985–2015 |
| ---------------------------------------- | ---------------------------------------- | ---------------------------------------- | ---------------------------------------- | ---------------------------------------- |
|                                          |                                          |                                          |                                          |                                          |
| År                                       |                                          |                                          | Folkmängd                                |                                          |
| 1985                                     | 1985                                     |                                          | 8                                        |                                          |
| 1990                                     | 1990                                     |                                          | 6                                        |                                          |
| 1995                                     | 1995                                     |                                          | 6                                        |                                          |
| 2000                                     | 2000                                     |                                          | 4                                        |                                          |
| 2005                                     | 2005                                     |                                          | 4                                        |                                          |
| 2010                                     | 2010                                     |                                          | 2                                        |                                          |
| 2015                                     | 2015                                     |                                          | 0                                        |                                          |
|                                          |                                          |                                          |                                          |                                          |